# Línea 604 (TMV)
La línea 604 del Transporte Metropolitano de Valparaíso conecta el barrio Los Placeres en Valparaíso con el barrio Gómez Carreño a en Viña del Mar. Abastece también Los Placeres, Viña del Mar y Gómez Carreño.
Su color característico es el color naranjo y el crema puesto a que pertenece a la Unidad de Negocio N°6 de Buses del Gran Valparaíso.

## Historia
La línea 604 tiene sus orígenes a finales de la década de 1990 con la apertura del Mall Marina Arauco en Viña del Mar. Como antecedente historico  en la década de 1980  Buses Central Placeres tenia 2 lineas hacia Gomez Carreño, las lineas 5 y 8, Posteriormente ante la eliminación de la circulación de buses por la Av.San Martin ( por donde circulaba la linea 8), esta termino derivando en la linea 5A, aleatoria y previamente, existía la línea 11 de Central Placeres cuyo recorrido era Los Placeres - El Olivar, que termino desapareciendo en esta misma fecha y segmentandose en las lineas 17B hacia el olivar y el nacimiento de la linea 7 desde la Garita de Avenida Matta c/Agua Santa hasta el Mall Marina Arauco.  Con la creación del Transporte Metropolitano de Valparaíso en el año 2007, la línea 7 pasó a ser la línea 604 y en el transcurso de ese sistema cambio su garita de origen a la misma de 603, ubicada en Gomez Carreño. Este movimiento fue en respuesta a la eliminación de los servicios 215 y 216 de Viña Bus, que fueron primeramente los que terminaron eliminando la linea 5A de Central Placeres al inicio de la licitación de 2007

## Principales avenidas que recorre
- Avenida Matta.
- Avenida Los Placeres.
- Avenida España.
- Par vial Álvarez/Viana.
- Avenida Libertad.
- Avenida Arturo Alessandri.
- Avenida Gómez Carreño.

## Conexión con Metro de Valparaíso
- Estación Portales.
- Estación Recreo.
- Estación Miramar
- Estación Viña del Mar.

.
- Datos: Q125198234

.